# 朔方備乘
《朔方備乘》，清代何秋濤著，是研究中國西北史地學的作品，也是中國近代第一部論述中俄關係的代表巨著。
何秋濤深感於俄羅斯與中國相接壤，邊境綿長，「而諸家論述未有專書。乃採官私載籍，為《北徼彙編》六卷。」，後增編為八十卷。此書“旁搜博採，務求詳備，兼方志外紀之體，攬地利戎機之要，庶言北徼掌故有所徵信雲”。首十二卷為“聖訓”、“聖藻”和“欽定諸書”，記述清太宗至道光關於邊事的上諭，並摘錄《平定罗刹方略》、《钦定大清一统志》、《钦定皇朝通典》、《钦定皇朝文献通考》、《钦定大清会典》中有關中俄的資料。正文六十八卷，有“聖武述略”六卷，“考”二十四卷，“傳”六卷，“紀事本末”二卷，“考訂諸書”十五卷，“辨正諸書”五卷，“表”七卷，“圖說”一卷。于“制度、沿革、山川、形势，考据详明。”何秋濤未亲履西北实地考察，係利用原始资料加以考证、校勘、训诂，纠稽错误，或据古以证今，或依今以稽古。《朔方备乘》还提倡“左图右史，相须为用”。
咸豐八年兵部尚書陳孚恩以何秋濤「通達時務，曉暢戎機，足備謀士之選」而向咸豐帝舉薦，將《北徼彙編》呈覽。咸豐十年，何奉召入覲，賜書名《朔方備乘》。第二次鴉片戰爭時正本被燬，僅存吏部尚书黄宗汉副本，後來副本又燬。何秋濤逝世，無人再為其整理原稿。光緒年間，何芳徠將殘稿呈交直隸總督李鴻章。經黃彭年和畿輔通志局編修恢復原稿，光緒七年（1881年）刊行。翰林院編修李文田作注《朔方備乘札記》，收入《煙畫東堂小品》及《靈鶼閣叢書》。
白寿彝將何秋涛、张穆与林则徐、魏源相提并论稱“都开创了新的研究风气，开拓了新的研究领域、反映了时代变动在文化领域里的脉搏，……影响是相当大的。”